# Krystyna Musianowicz

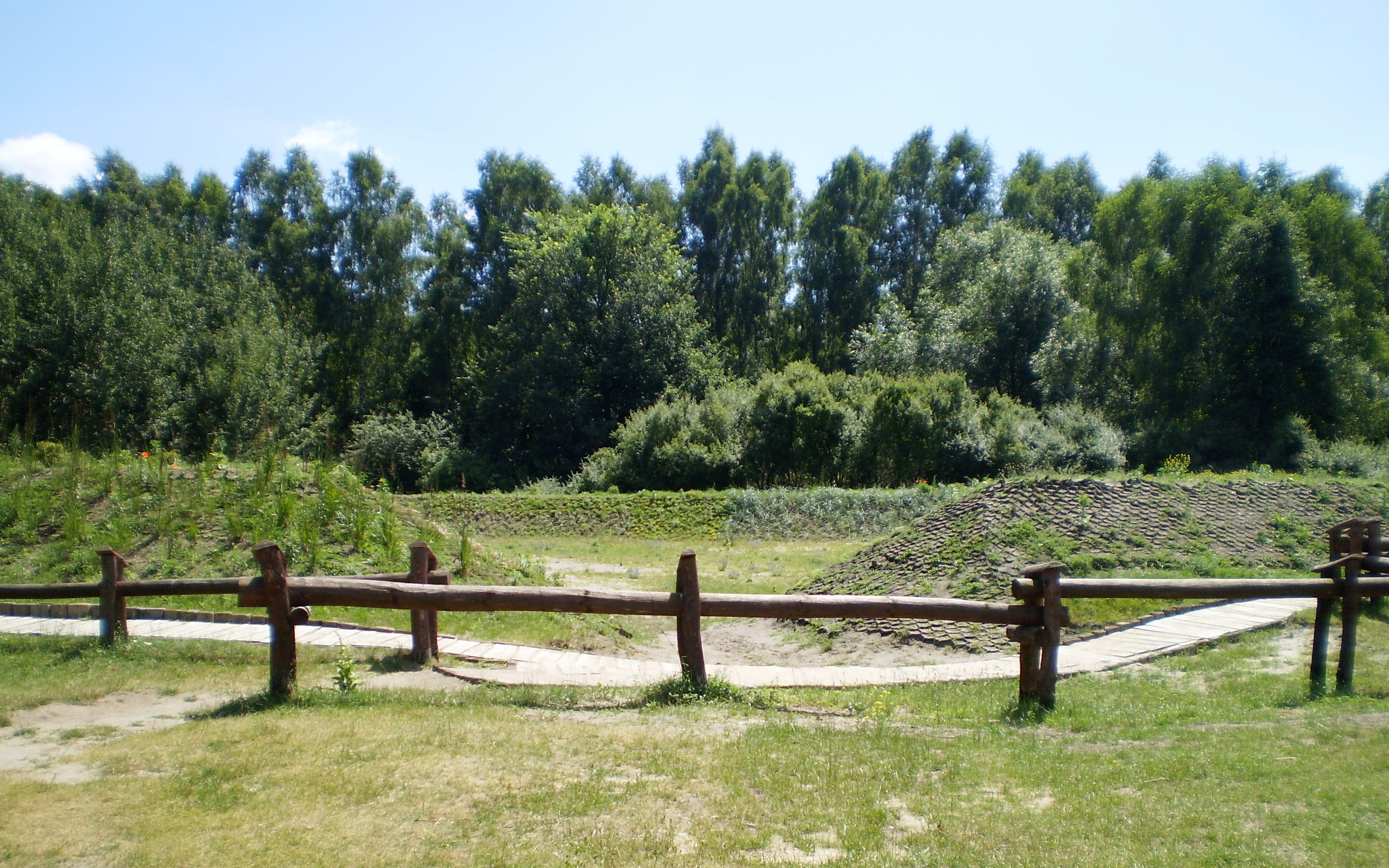
Grodzisko na Starym Bródnie w Warszawie (stan współczesny)

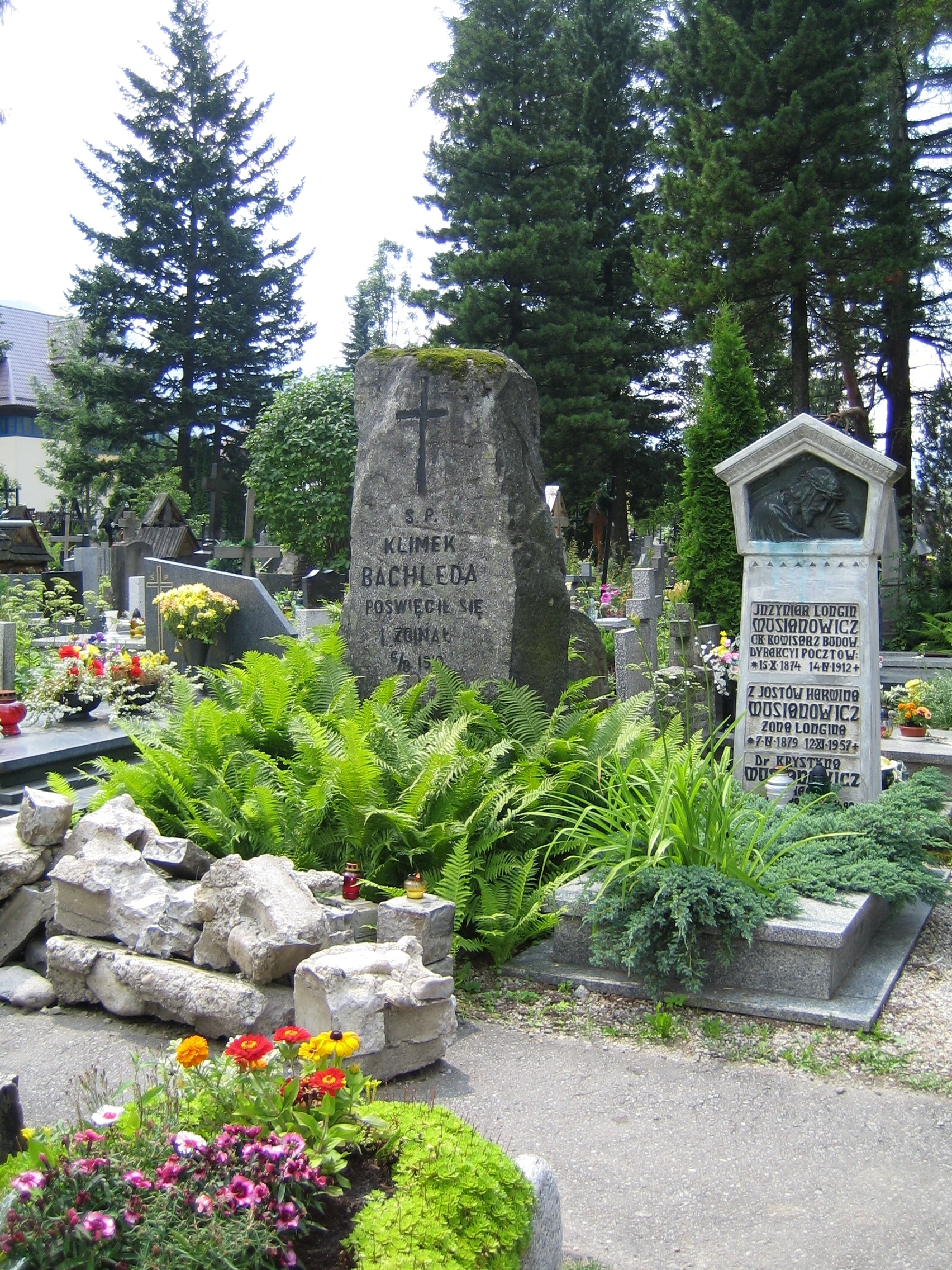
Grób rodziny Musianowiczów (po prawej)

Krystyna Olga Musianowicz (ur. 13 kwietnia 1908 we Lwowie, zm. 25 czerwca 1998 w Warszawie) – polska historyk-archeolog, specjalistka w zakresie wczesnego średniowiecza.

## Życiorys
Córka Longina Musianowicza, inżyniera CK Poczt i Telegrafów, i Herminy z Jostów. Jako dziecko przeprowadziła się z rodzicami do Tarnowa, a po śmierci ojca do rodziny matki do Zakopanego. Uczęszczała tam w latach 1923–1927 do Państwowego Gimnazjum Humanistycznego, a po złożeniu egzaminu dojrzałości przez dwa lata pracowała, aby zaoszczędzić na studia. W 1929 rozpoczęła studia na Wydziale Humanistycznym Uniwersytetu Warszawskiego w zakresie historii, w 1933 pod kierunkiem prof. Myrona Korduby napisała pracę magisterską Stanowisko ks. Jeremiego Wiśniowieckiego wobec Chmielnicczyzny i jego stosunki z Jerzym II Rakoczym, obroniła ją 30 czerwca 1933. Postanowiła wówczas kontynuować naukę i została przyjęta na studia doktoranckie, do grupy prof. Włodzimierza Antoniewicza, który kierował Zakładem Archeologii Przedhistorycznej. W 1934 równocześnie ukończyła praktykę bibliotekarską w Bibliotece Publicznej m.st. Warszawy, a rok później kurs pedagogiczny na Uniwersytecie Warszawskim.

### Praca badawcza
W 1934 uczestniczyła w wyprawie szlakiem grodzisk na Roztoczu Lwowsko-Tomaszowskim, a w 1935 wspólnie z Zofią Wartołowską przeprowadziła pomiary i inwentaryzację grodzisk wczesnośredniowiecznych w południowej części Lubelszczyzny. W tym samym roku odbyła praktyki wykopaliskowe, pod kierunkiem prof. Włodzimierza Antoniewicza w Mieżanach i pod kierunkiem doc. Zofii Podkowińskiej w Sudocie k. Święcian, badała tam cmentarzyska kurhanowe z okresu wędrówek ludów i wczesnego średniowiecza. Również w 1934 wspólnie z Zofią Podkowińską przeprowadziła badania wykopaliskowe na Rynku Kościuszki w Łowiczu, gdzie odkryły duże wczesnośredniowieczne cmentarzysko szkieletowe. Zasadniczą część inwentarza grobowego stanowiły kabłączki skroniowe, które wymagały opracowania, co wypłynęło na wybór tematu pracy doktorskiej. W 1937 prowadziła badania powierzchniowe nad wczesnośredniowiecznymi cmentarzyskami w obudowie kamiennej na Podlasiu, w Obniżu, Śledzianowie, Drochilnie, Rybałtach oraz w Kamiankach i Niewiarowie-Sochach. Uczestniczyła w zajęciach z zakresu muzealnictwa, a w latach 1938–1939 odbyła praktykę w Muzeum im. Erazma Majewskiego. Plany na obronę pracy doktorskiej jesienią 1939 przekreślił wybuch II wojny światowej (obroniła ją w 1948). Od grudnia 1940 do wybuchu powstania warszawskiego uczestniczyła w zajęciach tajnego Uniwersytetu Warszawskiego, a także pracowała w Radzie Głównej Opiekuńczej prowadząc świetlicę dla dzieci. Została aresztowana 9 września 1944 i skierowana do obozu pracy koło Wrocławia, została uwolniona 20 stycznia 1945, skąd przeszła pieszo do Zakopanego, do domu rodzinnego. Do sierpnia 1945 pracowała w zakopiańskiej elektrowni miejskiej jako pomocnik buchaltera, a następnie wróciła do Warszawy, gdzie zgłosiła się do pracy w dziale wczesnego średniowiecza w organizowanym Państwowym Muzeum Archeologicznym. W latach 1945–1947 uczestniczyła w procesie rewindykacji zbiorów rozproszonych na terenach zachodniej Polski, a następnie w ich inwentaryzacji. W 1947 Krystyna Musianowicz przeprowadziła badania reliktów wczesnośredniowiecznej osady w Ściborowie koło Płocka, a rok później cmentarzyska halsztacko-lateńskiego w Kacicach k. Pułtuska, gdzie odkryła 55 grobów jamowych i popielnicowych. Kontynuowała przerwane wybuchem wojny badania nad cmentarzyskami wczesnośredniowiecznymi w obudowach kamiennych w Gozdowie koło Sierpca. Podczas badań odkryto wówczas 18 pochówków szkieletowych, pozostałości cmentarzyska z okresu rzymskiego oraz osady z XIII wieku.

### Badania na Starym Bródnie
W 1949 Krystyna Musianowicz rozpoczęła badania wykopaliskowe na Starym Bródnie, prowadziła je przez 6 sezonów (1949–1950, 1952, 1962, 1964, 1966). Podczas pierwszych badań odkryto grodzisko „Zagórki” i związaną z nim osadę, znaleziono wówczas fragmenty budowli drewnianych, skrzynię na zboże, dziesięcioszprychowe koło od wozu z piastą i ceramikę oraz potwierdzono przypuszczenia o związkach handlowych i kulturowych z Rusią. W 1952 badano pozostałości osady położonej na północny zachód od grodziska, zaś w 1962 przeprowadzono pełną rekonstrukcję zespołu osadniczego, ze szczególnym uwzględnieniem obszaru osady na południe i południowy zachód od grodziska. Prace te prowadzono w związku z projektem utworzenia rezerwatu archeologicznego, którego koordynatorem miała być docent Musianowicz. Wykopaliska w 1964 miały charakter podsumowujący, zbadano wcześniej pominięte obszary północno-zachodnie oraz podmokły obszar dzielący osadę na dwie części. Badania prowadzone w 1966 potwierdziły istnienie drewnianych umocnień po wschodniej stronie osady, na granicy z bagnem i częściowo w nie wchodzących.

### Badania w Drohiczynie
W międzyczasie, w 1953 w związku z planami regulacji Bugu rozpoczęto archeologiczne plany ratunkowe do których skierowano doc. Krystynę Musianowicz (w skład zespołu wchodziły również Maria Miśkiewicz i Elżbieta Walicka-Kempisty). Wyrównany został wówczas brzeg rzeki, odsłonięto warstwy kulturowe osady i odkryto relikty dziegciarni. Podczas badań powierzchniowych prowadzonych w latach 1954–1957 zbadano niewielki odcinek osady wschodniej i część wnętrza grodziska w Drohiczynie, odcinek osady w Sowie-Kozarówce (granica Drohiczyna i wsi Zajęczniki) oraz stwierdzono istnienie wielu osad na prawym i lewym brzegu Bugu. Zinwentaryzowano kilka kurhanów w samym Drohiczynie i w okolicy. Badania potwierdziły, że gród ruski wchodzący w skład księstwa halicko-wołyńskiego pełnił funkcję punktu pośredniczącego w handlu pomiędzy księstwami ruskimi, a osadami na ziemiach polskich. Przeważająca część towarów pochodziła z księstwa kijowskiego i potwierdzała intensywne kontakty z Nowogrodem Wielkim. W 1954 prowadzono badania najbardziej narażonej na zniszczenie osady na zachód od grodziska, odkryto pozostałości trzech pieców, potwierdzono istnienie ośrodków wytopu żelaza i obróbki kości i rogów, a także drobnego rzemiosła. Przebadaną osadę datowano na początek XII do połowy XIII. W 1955 Krystyna Musianowicz badała część grodziska na Górze Zamkowej oraz osadę położoną na tzw. Górze Ciećki, rozpoczęta tam budowa drogi przecinała część osady. Na terenie grodziska odkryto ślady dwóch budynków, a w osadzie dysze do dymarek, duże ilości żużlu, które potwierdzały produkcyjny charakter stanowiska. Krystyna Musianowicz potwierdziła istnienie w tym miejscu od początku XII do połowy XIII wieku dużego zespołu osadniczego złożonego z grodu z dworem namiestnika i domostwem służby oraz rozległej osady przygrodowej zamieszkanej przez rzemieślników. W 1956 doc. Musianowicz prowadziła badania nad określeniem ekonomicznego znaczenia Drohiczyna, w zachodniej części osady zaplecze funkcjonującej tu przystani i komory celnej. Rok później skupiła się na kontynuacji badań rozpoczętych w 1954 oraz na stanowisku w Sowie-Kozarówce, w osadzie położonej na wschód od grodziska odnalezione zostały relikty po rozległym warsztacie kowalskim, który działał od XII do XIII wieku. W Sowie-Kozarówce znalezione zostały liczne pozostałości ceramiki, które potwierdzały początki osadnictwa w VII-VIII wieku, zmierzch użytkowania tego obszaru na połowę XIII wieku. Ostatni raz Krystyna Musianowicz prowadziła badania w 1978, które związane były z planami budowy zalewu na rzece Bug, znaleziono obiekty o małym znaczeniu, ale które potwierdziły zakładany obraz życia mieszkańców w okresie wczesnego średniowiecza. Po zakończeniu badań docent Krystyna Musianowicz z dniem 30 czerwca 1978 przeszła na emeryturę.
Zmarła w 1998, spoczywa w grobie rodzinnym na Nowym Cmentarzu w Zakopanem (kwatera K3-B-18).

### Badania w Węgiercach
W 1974 Krystyna Musianowicz razem z Haliną Modrzewską prowadziły badania w Węgiercach w ramach zagadnienia tzw. osad jenieckich, doprowadziły one do odsłonięcia reliktów osad od neolitu do wczesnego średniowiecza. Najbardziej czytelne były relikty dwóch osad, jedna z okresu halsztackiego, druga z okresu lateńskiego.

## Publikacje
Dorobek naukowy docent Krystyny Musianowicz obejmuje publikację 110 prac, 71 artykułów naukowych i popularnonaukowych, 3 nekrologi, 33 recenzje, 3 hasła do Słownika Starożytności Słowiańskich, 68 haseł do Małej Encyklopedii Powszechnej oraz 81 haseł do Encyklopedii Warszawy.

## Ordery i odznaczenia
- Krzyż Kawalerski Orderu Odrodzenia Polski
- Srebrny Krzyż Zasługi (29 października 1947)[6]
- Medal 30-lecia Polski Ludowej
- Medal 10-lecia Polski Ludowej (19 stycznia 1955)[7]